# PV CYCLE
PV CYCLE es una asociación sin ánimo de lucro fundada en 2007 que gestiona el sistema operativo más importante de recogida y reciclaje de paneles fotovoltaicos al final de su vida útil en toda Europa.
PV CYCLE representa aproximadamente el 90 % del mercado solar europeo actual, y está íntegramente financiada por los fabricantes e importadores de paneles fotovoltaicos de Europa.

## Reciclaje de módulos fotovoltaicos
Una vez que son recogidos, PV CYCLE traslada los módulos a sus plantas de reciclaje para ser procesados. Su sistema de recogida y reciclaje está formado por más de 170 puntos de recogida, establecidos en diferentes países de Europa, incluyendo Alemania, Italia, Francia, Bélgica, España, Reino Unido, Grecia, Holanda, República Checa, Portugal, Suiza y Eslovenia. El servicio es gratuito para el propietario de los paneles.